# Kobylec (góra)
Kobylec (niem. Gaulkappen, 767 m n.p.m.) – góra w Sudetach Środkowych, we wschodniej części Gór Sowich.
Wzniesienie położone jest w środkowo-wschodniej części pasma Gór Sowich, około 4,2 km na północny wschód od centrum miejscowości Wolibórz, po północnej stronie od Przełęczy Woliborskiej.
Jest to kopulasty szczyt w głównym grzbiecie Gór Sowich, o nieznacznie zarysowanym wierzchołku i dość stromych zboczach.
Góra zbudowana z prekambryjskich gnejsów.
Zbocza góry wraz ze szczytem porasta bór świerkowy regla dolnego.
Wzniesienie położone na terenie Parku Krajobrazowego Gór Sowich.

## Turystyka
Przez szczyt przechodzi szlak turystyczny:
- czerwony – odcinek Głównego Szlaku Sudeckiego z Wielkiej Sowy do Srebrnej Góry[1].